# 小行星6083
小行星6083（英語：6083 Janeirabloom）是一颗围绕太阳公转的小行星。1984年9月25日，B. A. Skiff在可可尼诺县发现了此天体。
这颗小行星的绝对星等为342.07240522058等。